# جاي دوغلاس بلاكوود
جاي دوغلاس بلاكوود (بالإنجليزية: J. Douglas Blackwood)‏ هو ضابط أمريكي، ولد في 12 نوفمبر 1881، وتوفي في 9 أغسطس 1942.